# Stagnicola gloeeri
Stagnicola gloeeri is een slakkensoort uit de familie van de Lymnaeidae. De wetenschappelijke naam van de soort is voor het eerst geldig gepubliceerd in 2011 door Vinarski.